# Melejdy
Melejdy (niem. Mehleden) – osada nadgraniczna w Polsce położona w województwie warmińsko-mazurskim, w powiecie bartoszyckim, w gminie Sępopol. W latach 1975–1998 miejscowość administracyjnie należała do województwa olsztyńskiego.

## Historia

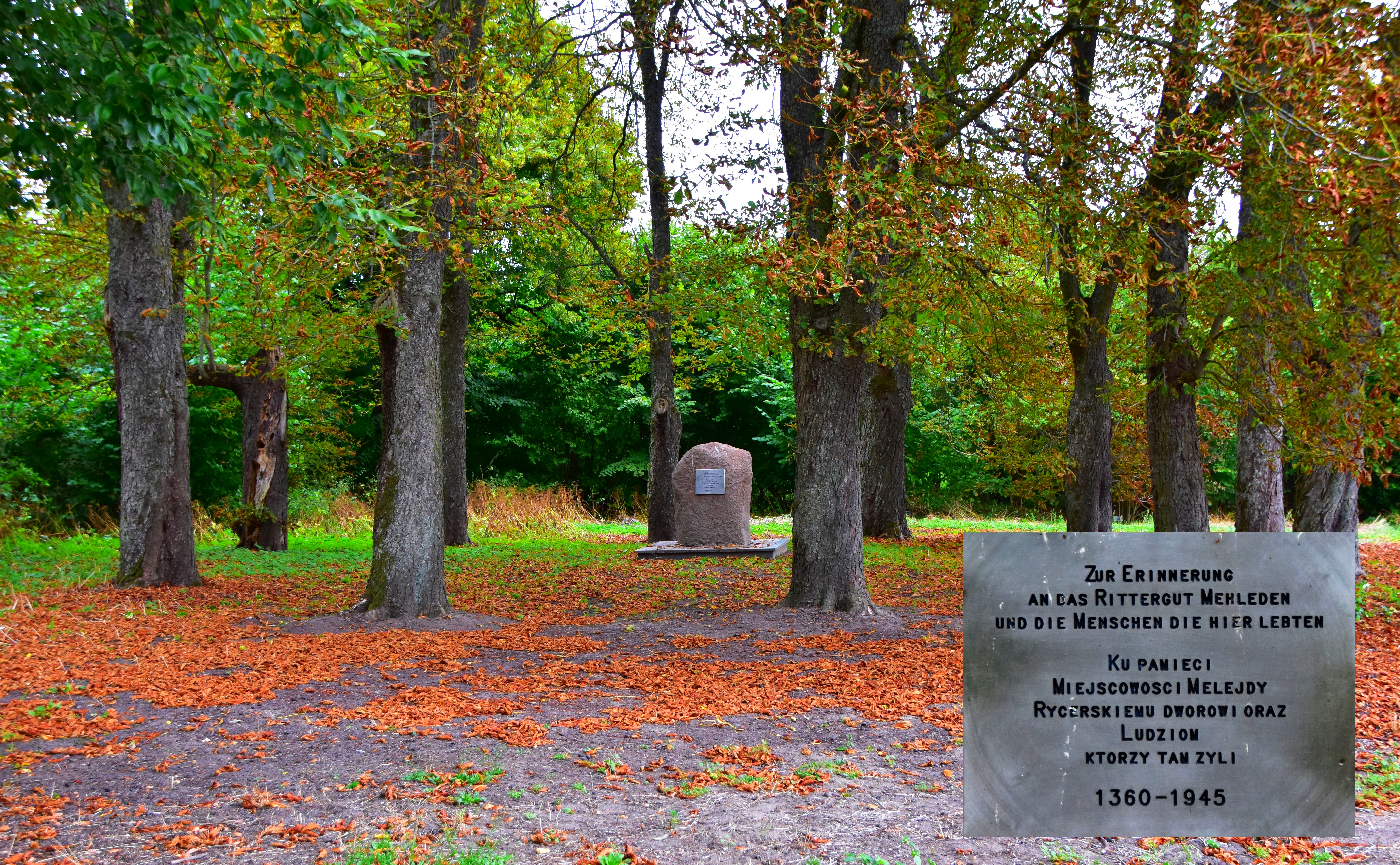

Nie wiadomo nic na temat daty założenia osady. Był to prawdopodobnie niewielki majątek ziemski. W 1857 wieś liczyła 71 mieszkańców. W latach 30. XX wieku była własnością Ewalda Rahna. Miejscowość do roku 1945 wchodziła w skład parafii ewangelickiej we Friedenbergu (obecnie Dworkino). Po II wojnie światowej Melejdy przyłączono do sołectwa Lipica. Na terenie dawnego folwarku uruchomiono państwowe gospodarstwo rolne. Według spisu z roku 1983 miejscowość składała się z 7 budynków mieszkalnych, w których liczba mieszkań liczyła łącznie 20. Osadę zamieszkiwało wtedy 74 mieszkańców.